# Gubernia de Tíflis
Gubernia de Tíflis (em russo: Тифлисская губернія; em georgiano:  ტფილისის გუბერნია) foi um dos gubernias do Vice-reino do Cáucaso do Império Russo, com seu centro administrativo em Tíflis (atual Tiblíssi, capital da Geórgia). Em 1897, constituía 44 607 quilômetros quadrados de área e tinha uma população de 1 051 032 habitantes. A região costumava fazer fronteira com as gubernias de Elisabethpol, Erevã, Cutaisi, Okrug de Zakatal, Oblast de Daguestão, Oblast de Terek e Oblast de Carse. Cobria o sudeste da Geórgia, o norte da Armênia e o noroeste do Azerbaijão.[carece de fontes?]

## História
O Gubernia de Tíflis foi fundada em 1846, juntamente com a Gubernia de Cutais, após a dissolução do Gubernia da Geórgia-Imerícia. Foi formada inicialmente a partir dos uezds de Tíflis, Gori, Telavi, Signakh, Yelizavetpol, Erevã, Naquichevão e Alexandropol e os okrugs de Zakatal, Ossétia e Tushino-pshaw-Khevsurian. Em 1849, os uezds de Erevã, Naquichevão e Alexandropol foram anexados ao Gubernia de Erevã. Em 1859, o Okrug da Ossétia tornou-se parte do Uezd de Gori e o Okrug de Tushino-pshaw-Khevsurian foi renomeado para Okrug de Tianeti. Em 1867, a parte norte do Uezd de Tíflis foi separado como Uezd de Dusheti, enquanto o Uezd de Akhaltsikhe, criado após cessão do Império Otomano ao Império Russo em 1829, foi separado da Gubernia de Cutaisi e parte do Uezd de Tíflis. Em 1868, o uezd de Yelizavetpol (no mesmo decreto, o Uezd cazaque foi formado a partir da parte noroeste de Yelizavetpol e foi anexado à Gubernia de Elisabethpol) fazia parte da Gubernia de Elisabethpol. Em 1874, a parte sul do uezd de Akhaltsikhe se tornaria Akhalkalaki e o Okrug de Tionets foi elevado como uezd. Finalmente, a parte sul do Uezd de Tíflis se tornaria o Uezd de Borchali. o gubernia durou 50 anos nessas fronteiras até a fundação da República Democrática da Geórgia.

## Divisões administrativas

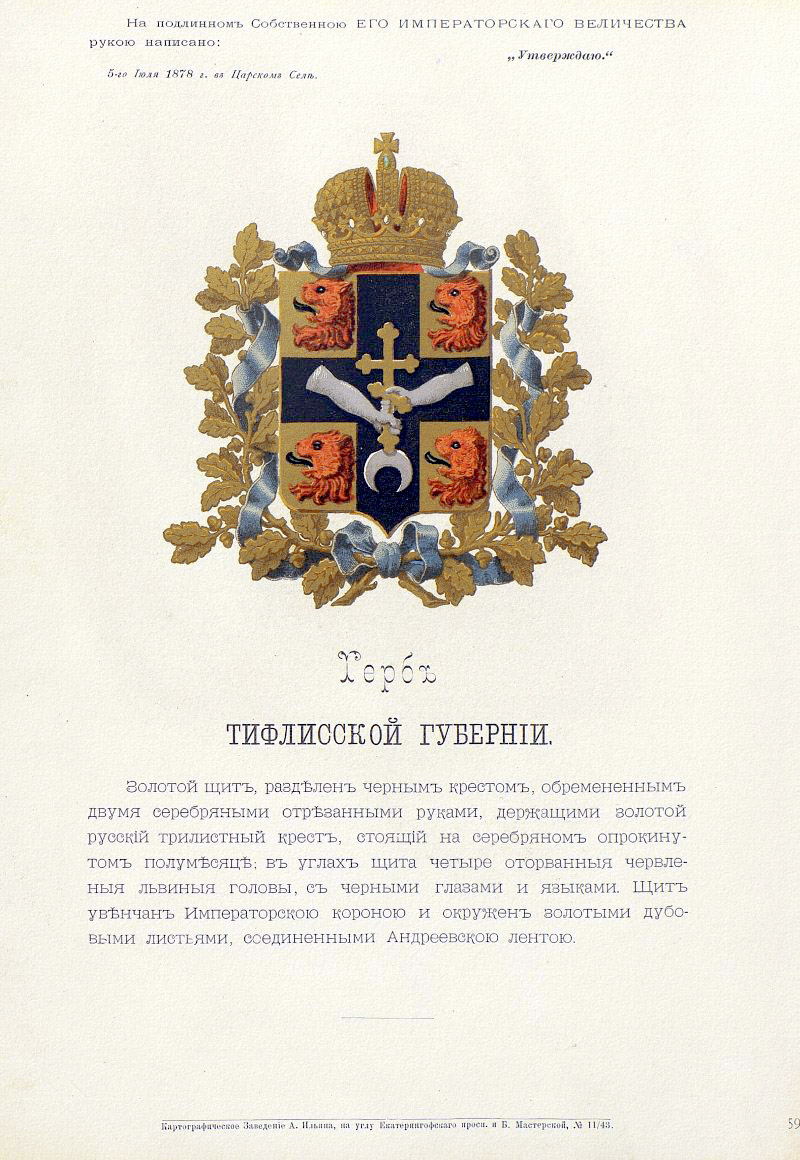
Brasão de armas do gubernia com descrição oficial, aprovado por Alexandre II (1878)

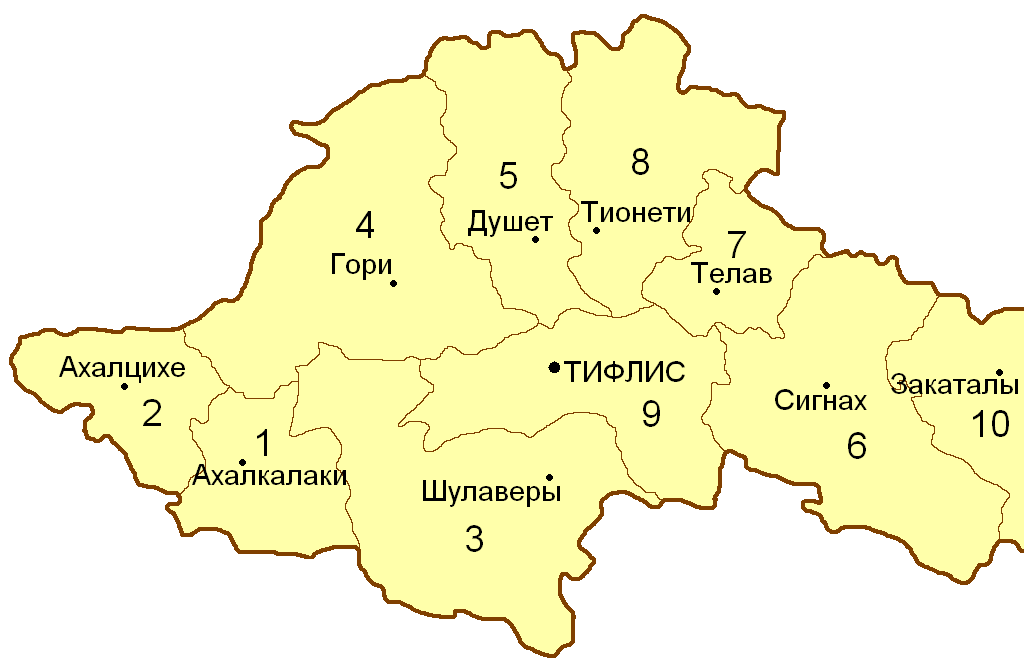
Mapa da divisão administrativa do Gubernia de Tiflis

O gubernia de Tíflis consistia nos seguintes uezds:
- Tíflis
- Akhalkalaki
- Akhaltsikhe
- Borchali
- Elisabethpol (anexado ao Gubernia de Elisabethpol em 1868)
- Gori
- Dusheti
- Signakhi
- Telavi
- Tianeti

## Demografia
Em 1897, 1 051 032 pessoas viviam no gubernia, com cerca de 20% deles sendo urbanas. Os georgianos étnicos constituíam 44,3% da população, seguidos pelos armênios (18,7%), azerbaijanos (10,2%), russos (incluindo ucranianos e velhos crentes, 9,7%), ossetas (6,4%), avares (3,2%), gregos (2,6%), turcos (2,4%), etc. Mais da metade da população aderiu ao cristianismo ortodoxo, com importantes minorias muçulmanas, católicas e judaicas.

## Governadores
As tarefas de administração no gubernia foram executadas por um governador. Às vezes, um governador militar também era indicado. Os governadores do Gubernia de Tíflis foram:
- (1847–1849) Sergei Nikolaievich Yermolov, governador;
- (1849–1855) Ivan Malkhazovich Andronnikov (Andronikashvili), governador militar;
- (1855–1857) Nikolai Ievgenievich Lukash, governador militar;
- (1858–1860) Alexandre Khristianovich Kapger, governador militar;
- (1860–1876) Konstantin Ivanovich Orlovski, governador;
- (1876–1878) Maximilian von der Osten-Sacken, governador;
- (1878–1883) Konstantin Dmitriievich Gagarin, governador;
- (1883–1887) Alexandre Ignatievich Grosman, governador;
- (1887–1889) Karl Leo Sissermann, governador;
- (1889–1897) Georgi Dmitriievich Shervashidze (Giorgi Shervashidze), governador;
- (1897–1899) Fiodor Alexandrovich Bikov, governador;
- (1899–1905) Ivan Nikolaievich Svechin, governador;
- (1905–1907) Paul Bernhard Demetrius Rausch von Traubenberg, governador;
- (1907–1911) Mikhail Alexandrovich Liubich-Yarmolovich-Lozina-Lozinski, governador;
- (1911–1914) Andrei Gavrilovich Cherniavski, governador;
- (1914–1916) Ivan Mikhailovich Strakhovski, governador;
- (1916–1917) Alexandre Nikolaievich Mandrika, governador em exercício.